# 東三省総督
東三省総督（とうさんしょうそうとく、満洲語：ᡩ᠋ᡝ᠋ᡵᡤᡳ
ᡳᠯᠠᠨ
ᡤᠣᠯᠣᡳ
ᡠᡥᡝᡵᡳ
ᡴᠠᡩ᠋ᠠᠯᠠᡵᠠ
ᠠᠮᠪᠠᠨ、転写：dergi ilan goloi uheri kadalara amban）は、清朝末期の地方長官の官職である。東三省（奉天省・吉林省・黒竜江省）の総督として管轄地域の軍政・民政の両方を統括した。当初、清朝では満洲族の故地満洲に当たる東三省には総督を置かず、奉天府と呼ばれる独自の行政制度を持っていたが、1907年（光緒33年）の東北改制を機に、他の省に合わせて東三省総督を設置した。
地方長官として最高位に当たる総督の中でも、満洲族の故地である満洲を管轄する上に、当時満洲進出を企図していた日本・ロシアと相対する東三省総督は難しい職務であり、そのため総督の筆頭格である直隷総督と同様に重要なポストであった。

## 沿革
東三省総督の前身は、1622年（康熙元年）に設置された奉天将軍である。
その後、1747年（乾隆12年）に奉天将軍は盛京将軍と改称された。
1876年（光緒2年)、盛京将軍に総督の官位を与え、兵部尚書と都察院右都御史の肩書きを加えた。また、奉天府尹と奉天府の兵部・刑部の尚書を兼任させ、実質的な奉天府の長官にした。
1907年（光緒33年）、東北改制によってそれまでの奉天府の三将軍の管轄していた区域をそれぞれ「省」と改められ、盛京将軍を改めて東三省総督を置き、欽差大臣の肩書きを与えた。従来三省を統括した将軍職は巡撫と改められ、それぞれ奉天・吉林・黒竜江各巡撫が置かれた。東三省総督の兵は三省それぞれに駐屯した。
1910年（宣統2年）、奉天巡撫を兼任した。

## 歴代の総督
- 徐世昌（1907年6月12日-1909年2月8日）
- 錫良（1909年2月8日-1911年4月20日）
- 趙爾巽（1911年4月20日-1912年2月12日）